# Vidingsjöskogen
Vidingsjöskogen är ett cirka 70 hektar sort naturreservat, som bildades år 2001 och ligger strax söder om Linköping i Östergötlands län. Avsikten med reservatet är att det tillsammans med grannreservatet Ullstämmaskogen skall värna om mångfalden av växter och djur, men också att trygga tillgången på mark för friluftsliv. Stora delar av området kommer därför att lämnas för fri utveckling.
De två vinterstormarna "Gudrun" 2005 och "Per" 2007 fällde många granar i reservaten och gjorde plötsligt skogen mer "urskogslik". I reservatet finns några områden som klassats som nyckelbiotoper. Under sommaren syns här bland annat den lilla skogsorkidén knärot som blommar med små vita blommor.
Skogen används som strövområde, bland annat går elljusspåret och 5 kilometers motionsslingan från Vidingsjö motionscentral genom reservatet.
Reservatet förvaltas av Linköpings kommun.